# Instituto Tecnológico de la Zona Maya
El Instituto Tecnológico de la Zona Maya (ITZM) antes llamado Instituto Tecnológico Agropecuario No. 16 (ITA), se encuentra ubicado en el Ejido Juan Sarabia, en el Municipio de Othón P. Blanco en el estado de Quintana Roo, México. El Tecnológico de la Zona Maya ofrece 4 carreras profesionales a nivel licenciatura. 
El Instituto Tecnológico de la Zona Maya es la única institución de nivel superior en el Estado que ofrece carreras con orientación agronómica y forestal, lo cual lo posiciona de manera muy significativa, como la Institución de Educación Superior Agrícola y Forestal por excelencia en Quintana Roo.

## Oferta Educativa

### Licenciaturas
- Ingeniería en Agronomía
- Ingeniería Forestal
- Ingeniería en Gestión Empresarial
- Ingeniería en Informática

### Maestrías
- Maestría en Agrosistemas Sostenibles